# Bazylika św. Saturnina w Tuluzie
Bazylika św. Saturnina (fr. Basilique Saint-Sernin) – rzymskokatolicka bazylika mniejsza znajdująca się we francuskim mieście Tuluza.

## Historia
Pierwszą świątynię w tym miejscu wzniesiono pod koniec IV wieku, z inicjatywy biskupa Sylwiusza, nad grobem św. Saturnina. Jej budowę ukończył biskup Eksuperiusz około 400 roku. Pierwsza wzmianka o kapitule działającej przy kościele pochodzi z 844. W 1070 rozpoczęto budowę obecnej świątyni. Król Ludwik VIII sprowadził do kościoła relikwie św. Edmunda i św. Gilberta. W 1251 książę Alfons z Poitiers, brat Ludwika IX, przywiózł do bazyliki cierń z korony cierniowej Chrystusa. Około 1200 wzniesiono dzwonnicę, a budowę całego kościoła ukończono pod koniec XIII wieku. W latach 1860–1879 wymieniono dach oraz przebudowano absydę pod okiem architekta Eugènego Viollet-le-Duca. W 1878 papież Leon XII podniósł kościół do rangi bazyliki mniejszej. W 1998 bazylikę wpisano na Listę Światowego Dziedzictwa UNESCO pod punktem Szlaki pielgrzymkowe do Santiago de Compostela.

## Architektura i wyposażenie
Kościół pięcionawowy, długi na ponad 100 m i szeroki na 64 metry. Korpus nawowy posiada 12 przęseł, nawa główna jest sklepiona kolebkowo na wysokości 21 metrów. 
Na emporze znajdują się organy z 1889, wzniesione przez organmistrza Aristidego Cavaillégo-Colla. Oryginalnie posiadały 54 głosy oraz 3 manuały. Przeszły renowację w 1996 oraz 2017.
Na wieży bazyliki zawieszony jest 21-dzwonowy karylion. Instrumenty pochodzą głównie z XIX wieku, gdyż rewolucję francuską przetrwały tylko 2 dzwony.